# 12817 Federica
12817 Federica eller 1996 FM16 är en asteroid i huvudbältet som upptäcktes den 22 mars 1996 av den belgiske astronomen Eric W. Elst vid La Silla-observatoriet. Den är uppkallad efter Federica Mula.
Asteroiden har en diameter på ungefär 9 kilometer.